# Täuffelen
Täuffelen (hist. Chouffaille) – gmina (niem. Einwohnergemeinde) w Szwajcarii, w kantonie Berno, w regionie administracyjnym Seeland, w okręgu Seeland. Leży nad jeziorem Bielersee. 

## Demografia
W Täuffelen mieszka 2 971 osób. W 2020 roku 8,7% populacji gminy stanowiły osoby urodzone poza Szwajcarią.